# De Dion-Bouton Type EQ
Der De Dion-Bouton Type EQ ist ein Pkw-Modell aus den 1910er Jahren. Er gehört zur Baureihe der V8-Modelle des französischen Herstellers De Dion-Bouton.

## Beschreibung
Die Zulassung durch die nationale Zulassungsbehörde erfolgte am 29. September 1913. Es gab keinen Vorgänger dieser Hubraumklasse.
Der V8-Motor hat 66 mm Bohrung, 130 mm Hub und 3558 cm³ Hubraum. Er war damals in Frankreich je nach Quelle mit 20 Cheval fiscal (Steuer-PS) oder 16/22 CV eingestuft. Er ist vorne im Fahrgestell montiert und treibt über ein Vierganggetriebe und eine Kardanwelle die Hinterräder an. Die Hinterachse ist eine De-Dion-Achse.
Die Basis bildet ein Pressstahlrahmen. Der Radstand beträgt 3202 mm und die Spurweite 1350 mm. Eine Fahrzeuglänge von 4360 mm ist bekannt.
Bekannt sind Aufbauten als Tourenwagen.
Bei einer Testfahrt vom Royal Automobile Club vom Februar 1914 mit einem Type EP oder Type EQ von London nach Edinburgh über 1284 km ohne Halt wurden 183 Liter Kraftstoff benötigt, was einem Verbrauch von 14,25 Liter auf 100 Kilometern entspricht. Zum Vergleich: ein Type EJ 4 mit einem wesentlich kleineren Vierzylindermotor verbrauchte auf dieser Tour 8,49 Liter auf 100 Kilometern.
Das Modell wurde neun Monate lang angeboten. Nachfolger wurde der Type GR.
Der zeitgleich angebotene Type EP hat eine andere Art der Kraftübertragung zur Hinterachse.
Ein Fahrzeug existiert noch.